# L. Scott Caldwell
L. Scott Caldwell (Chicago, 17 april 1950), geboren als Laverne Scott, is een Amerikaanse actrice.

## Biografie
Caldwell werd geboren in Chicago als middelste van drie kinderen. Zij ging naar de Hyde Park High School in Boston, waar zij in 1967 haar diploma haalde. Tijdens haar studietijd daar was zij lid van een theatergezelschap. Daarna studeerde zij nog aan de Northwestern-universiteit in Illinois. Zij stopte na een jaar met haar studie om bij een telefoonmaatschappij te gaan werken. Later behaalde zij een bachelor in theaterwetenschap en communicatie aan de Loyola-universiteit in Chicago.
Caldwell begon in 1983 met acteren in de film Without a Trace, waarna zij nog meerdere rollen speelde in films en televisieseries.
Caldwell was in de jaren zeventig en tachtig getrouwd en heeft uit dit huwelijk een kind. In 2004 trouwde zij opnieuw, in 2005 stierf haar man.

## Filmografie

### Films
Uitgezonderd korte films.
- 2021: Bingo Hell - als Dolores
- 2017: The Trustee - als Odelle Jones
- 2017: The Case for Christ - als Alfie Davis
- 2017: Division 19 - als Michelle Jacobs
- 2015: Concussion - als moeder van Waters
- 2015: The Perfect Guy - als Evelyn
- 2011: The Lamp – als Miss Esther
- 2009: Powder Blue – als verpleegster Gomez
- 2009: Like Dandelion Dust – als Allyson Bower
- 2006: Gridiron Gang – als Bobbi Porter
- 2002: Dragonfly – als hoofdverpleegster
- 1999: Intimate Betrayal – als rechercheur Sheila Monroe
- 1999: Mystery, Alaska – als rechter McGibbons
- 1999: The Last Man on Planet Earth – als Ester
- 1997: Weapons of Mass Distraction – als senator Condon
- 1996: Twilight Man – als rechercheur Lou Shannon
- 1995: Waiting to Exhale – als advocate van Bernadine
- 1995: Down Came a Blackbird – als Cerises
- 1995: Devil in a Blue Dress – als Mattie May Parsons
- 1995: The Net – als openbaar aanklaagster
- 1995: Soweto Green: This Is a 'Tree' Story – als Cora Tshabalala
- 1993: The Fugitive – deputy marshal Poole
- 1993: Extreme Justice – als inspecteur Devlin
- 1993: For the Love of My Child: The Anissa Ayala Story – als Rita
- 1993: The Switch – als mrs. Linson
- 1991: Dutch – als dakloze vrouw
- 1991: Love, Lies and Murder – als rechter Starkey
- 1991: Up Against the Wall – als Sandy Wilkes
- 1990: Dangerous Passion – als Ruby
- 1988: God Bless the Child – als Althea Watkins
- 1984: Exterminator 2 – als Patron
- 1983: Without a Trace – als Janet Smith

### Televisieseries
Uitgezonderd eenmalige gastoptredens.
- 2024 Bad Monkey - als Ya-Ya - 10 afl.
- 2021-2022: Our Kind of People - als Olivia Dupont - 8 afl.
- 2017-2021: Insecure - als moeder van Molly - 8 afl.
- 2018-2021: Queen Sugar - als Willa Mae Desonier - 2 afl.
- 2019-2021: All Rise - als Roxy Robinson - 7 afl.
- 2018-2020: Chilling Adventures of Sabrina - als Nana Ruth - 4 afl.
- 2020: Love in the Time of Corona - als Nanda - 4 afl.
- 2020: Sacred Lies - als Dalia - 2 afl.
- 2018-2019: A Million Little Things - als Renee Howard - 3 afl.
- 2017: The Last Tycoon - als Lucille - 2 afl.
- 2016-2017: Mercy Street - als Belinda - 11 afl.
- 2017: How to Get Away with Murder - als Jasmine - 3 afl.
- 2013: Low Winter Sun – als Violet Geddes – 5 afl.
- 2008-2013: The Secret Life of the American Teenager – als Margaret – 32 afl.
- 2009-2013: Southland – als Enid Adams – 7 afl.
- 2004-2010: Lost – als Rose Nadler – 23 afl.
- 2003-2007: Queens Supreme – als rechter Rose Barnea – 13 afl.
- 2004-2006: ER – als dr. Rabb – 2 afl.
- 1999-2000: Judging Amy – als Tanya Miller – 7 afl.
- 2000: City of Angels – als Angela Patterson – 3 afl.

## TheaterwerkBroadway
- 1997-1998: Proposals – als Clemma Diggins
- 1988: Joe Turner's Come and Gone – als Bertha Holly
- 1987: A Month of Sundays – als Mrs. Baker
- 1980-1981: Home – als vrouw 1 / Pattie Mae Wells

- Library of Congress Control Number: nr00000508
- Nationale Bibliotheek van Israël: 987007416181005171
- Virtual International Authority File: 71226172
- WorldCat: E39PBJtrVWGW6DHP7Dwb6bvPwC